# Хартвег, Карл Теодор
Карл Теодор Хартвег (нем. Carl Theodor Hartweg, 1812—1871) — немецкий путешественник по Америке и ботаник.

## Биография
Карл Теодор Хартвег родился 18 июня 1812 года в семье ботаника, директора Ботанического сада Карлсруэ, Андреаса Хартвега (ум. 1831). Учился в Парижском ботаническом саду. С 1836 года работал на Лондонское садоводческое общество, путешествуя по Мексике. В 1838—1839, когда Мексика воевала с Францией, Хартвег продолжал отсылать в Лондон образцы растений. Через 7 лет вернулся в Англию.
В 1845 году Хартвег отправился в Калифорнию. В мае 1846 года прибыл в Монтерей, за несколько дней до этого началась Американо-мексиканская война, особого его не беспокоившая — он продолжал путешествовать вдоль американского берега и коллекционировать растения. В 1847 году Хартвег, переболев малярией, вернулся в Англию. Результаты сборов Хартвега были обобщены в статьях Джорджа Бентама.
Впоследствии Карт Теодор Хартвег поселился в Шветцингене, где стал инспектором садов герцога Баденского. 3 февраля 1871 года он скончался.

## Некоторые научные публикации
- G. Bentham. Plantae Hartwegianae. London, 1839—1857.

## Роды и некоторые виды растений, названный в честь К. Т. Хартвега
- Hartwegia Lindl., 1837, nom. illeg. [= Domingoa Schltr., 1931]
- Hartwegiella O.E.Schulz, 1933 [= Mancoa Wedd., 1859, nom. cons.]
- Aa hartwegii Garay, 1978
- Acacia hartwegii Benth., 1839
- Aphelandra hartwegiana Nees, 1846
- Artanthe hartwegiana Benth., 1846 [≡ Piper hartwegianum (Benth.) C.DC., 1869]
- Asarum hartwegii S.Watson, 1875
- Astragalus hartwegii Benth., 1839
- Berberis hartwegii Benth., 1840
- Bigelowia hartwegii A.Gray, 1884 [≡ Isocoma hartwegii (A.Gray) Greene, 1894]
- Bomarea hartwegii Baker, 1882
- Bunchosia hartwegiana Benth., 1845
- Caliphruria hartwegiana Herb., 1844
- Calochortus hartwegii Benth., 1840
- Cestrum hartwegii Dunal, 1852
- Clethra hartwegii Britton, 1914
- Desmodium hartwegianum Hemsl., 1879
- Deweya hartwegii A.Gray, 1868 [≡ Tauschia hartwegii (A.Gray) J.F.Macbr., 1918]
- Diplostephium hartwegii Hieron., 1895
- Epidendrum hartwegii Lindl., 1844 [≡ Prosthechea hartwegii (Lindl.) W.E.Higgins, 1998]
- Espeletia hartwegiana Sch.Bip., 1856
- Ficus hartwegii Miq., 1867
- Fuchsia hartwegii Benth., 1845
- Gomidesia hartwegiana O.Berg, 1857 [≡ Myrcia hartwegiana (O.Berg) Kiaersk., 1893]
- Hypericum hartwegii Benth., 1843
- Ipomoea hartwegii Benth., 1839
- Iris hartwegii Baker, 1876
- Lobelia hartwegii Benth. ex DC., 1839
- Loranthus hartwegii Benth., 1840 [≡ Struthanthus hartwegii (Benth.) Standl., 1919]
- Lycopodium hartwegianum Spring, 1849 [≡ Huperzia hartwegiana (Spring) Trevis., 1874]
- Lupinus hartwegii Lindl., 1839
- Monochaetum hartwegianum Naudin, 1845
- Nasonia hartwegii Rchb.f., 1855 [≡ Fernandezia hartwegii (Rchb.f.) Garay & Dunst., 1972]
- Odontostomum hartwegii Torr., 1857
- Oenothera hartwegii Benth., 1839 [≡ Calylophus hartwegii (Benth.) P.H.Raven, 1964]
- Pachyphyllum hartwegii Rchb.f., 1855 [≡ Fernandezia theodorii M.W.Chase, 2011]
- Paspalum hartwegianum E.Fourn., 1886
- Penstemon hartwegii Benth., 1840
- Phoebe hartwegii Meisn., 1864 [≡ Persea hartwegii (Meisn.) Hemsl., 1882]
- Pinus hartwegii Lindl., 1839
- Pleurothallis hartwegii Lindl., 1842
- Selaginella hartwegiana Spring, 1849
- Senecio hartwegii Benth., 1839 [≡ Roldana hartwegii (Benth.) H.Rob. & Brettell, 1974]
- Sidalcea hartwegii A.Gray, 1849
- Siphocampylus hartwegii Benth., 1845 [≡ Centropogon hartwegii (Benth.) Benth. & Hook.f., 1876]
- Sisymbrium hartwegianum E.Fourn., 1865 [≡ Descurainia hartwegiana (E.Fourn.) Britton, 1894]
- Spiraea hartwegiana Rydb., 1908 [≡ Xerospiraea hartwegiana (Rydb.) Henrickson, 1985]
- Symplocos hartwegii A.DC., 1844
- Tagetes hartwegii Greenm., 1904
- Viburnum hartwegii Benth., 1841